# 윤지영 (방송인)
윤지영 (尹智暎, 1973년 4월 14일 ~ )은 대한민국의 가수 겸 프리랜서 방송인이며 1996년 SBS 서울방송  아나운서 공채 6기로 입사 이후 2010년 12월 SBS를 퇴사하며 프리랜서를 선언하였다. 최근에는 트로트 가수로 전향 하였다

## 진행
국회방송 "인터뷰릴레이 칭찬"

## 뉴스
- SBS 모닝와이드 아침종합뉴스
- SBS 1040 뉴스
- SBS 뉴스퍼레이드
- SBS 스포츠뉴스
- 뉴스와 생활경제

### 교양 프로그램
- 우리가 바꾸는 세상
- 러브러브 선데이
- 지금은 소비자 시대
- 금요 컬쳐클럽
- 토요 대작전
- 스포츠 스페셜
- 임성훈의 스타 유전자 X파일

### 라디오 프로그램
- ebs 북카페
- ebs 명사가 읽어주는 한권의 책
- 윤지영의 라디오 8090
- 윤지영의 주말 달리는 라디오